# Граничари
Граничари — військово-корпоративна спільнота, основне населення Військового кордону другої половини XV ст. — другої половини XIX ст. Вони були звільнені від феодальних повинностей, але натомість зобов'язувались захищати кордон від нападів турків. За своїм статусом були проміжним, між селянством та шляхтою станом.

## Походження

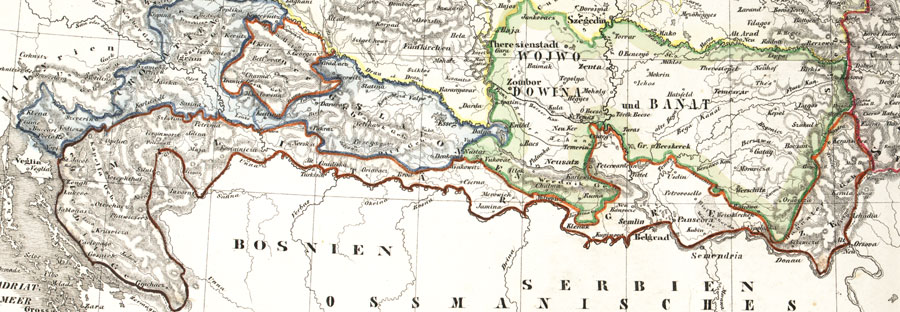
Географічна карта Військової границі

Внаслідок експансії Османської імперії в XV-XVI ст. територія Угорського королівства постійно скорочувалась, феодали оборонялись поодинці, і не могли протистояти турецькій армії. Дії турків на завойованих землях спричинили масове переселення слов'ян, переважно сербів у незавойовану Хорватію. У другій половині XV ст. угорський король Матяш Корвін дозволив селитися в прикордонних областях Лика і Крбава за умови несення сторожової служби. Переселенці й місцеве населення, яке переходило на запропоновані умови, стали називатись ускоками, а згодом — граничарами. У 1578 р. було скликано спеціальний сейм, за постановами якого імператор видав Брушський указ. Згідно з ним, на хорватському боці прикордонні землі тимчасово відчужувались у місцевих феодалів і виводились з-під номінального керівництва хорватського бана та перейшли в пряме підпорядкування австрійському командуванню. Виділена територія від Адріатичного узбережжя до річки Сава дістала назву Військового кордону.
З метою послаблення противника, турки застосовували у війні на Балканах тактику випаленої землі (як і татари в Україні). За таких умов на кордоні з Османською імперією було розбудовано систему укріплень, яка одночасно була сигнальною системою. У випадку наближення турків сигнал передавався від одного укріплення до іншого. Отримавши умовний сигнал, всі чоловіки в поселеннях граничарів бралися до зброї, швидко збиралися в загони і діяли згідно з наперед визначеними планами.

## Розформування
Після послаблення Османської імперії в першій половині XVIII ст. граничари перестали бути потрібними й імперський уряд почав обмежувати їхню автономію. Після повстання 1755 року самоврядування граничарів було ліквідовано, а вони фактично перетворені на солдатів десяти територіальних полків. У другій половині XIX ст., коли було розформовано Військовий кордон, було остаточно розформовано і граничарів.